# كلية بودوين
كلية بودوين (بالإنجليزية: Bowdoin College)‏ هي كلية فنون ليبرالية خاصة في برونزويك، مين. في الوقت الذي استؤجر فيه بودوين، وذلك في عام 1794م، كان مين لا يزال جزءًا من كومنولث ماساتشوستس. تقدم الكلية 34 تخصصًا و36 تخصصا ثانويا، بالإضافة إلى العديد من برامج الهندسة المشتركة مع كولومبيا، وكالتيك، وكلية دارتموث، وجامعة مين.  
كانت الكلية عضوًا مؤسسًا في مؤتمرها الرياضي، ومؤتمر نيو إنجلاند الرياضي الصغير، واتحاد كولبي بيتس-بودوين، وهو مؤتمر رياضي وتبادل بين المكتبات مع بيتس وكلية كولبي . يضم بودزوين أكثر من 30 فريقًا من الجامعات المختلفة واختيرت التميمة المدرسية كدب قطبي في عام 1913م، لتكريم روبرت إدوين بيري، وهو من خريجي بودوين الذين قادوا أول حملة ناجحة إلى القطب الشمالي.  بين عامي 1821 و1921 ، أدار بودوين مدرسة طبية تسمى كلية الطب في ولاية ماين. 
يقع حرم بودوين الرئيسي بالقرب من خليج كاسكو ونهر أندروسكوجين. بالإضافة إلى حرم برونزويك، تمتلك بودوين أيضًا مركزًا للدراسات الساحلية على مساحة 118 فدانًا في جزيرة أورز  ومحطة ميدانية علمية تبلغ مساحتها 200 فدان على جزيرة كنت في خليج فوندي.  في عام 2019م، صنفت الكلية على أنها خامس أفضل كلية فنون ليبرالية في البلاد من قبل يو إس نيوز آند وورلد ريبورت. 

## الحرم الجامعي
تشمل المتاحف في حرم بودوين متحف كلية بودوين للفنون ومتحف متحف ماكميلان أركتك. تشمل المباني المشهورة قاعة ماساتشوستس، وهوبارد هول، وبيت باركر كليفلاند، وهارييت بيتشر ستو هاوس. 

## خريجو بودوين
من خريجي جامعة بودوين الشهيرة:

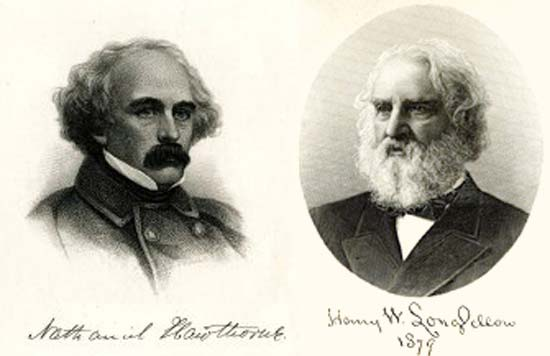
خريجو بودوين ناثانيل هوثورن وهنري وادزورث لونجفيلو

- وزير الخزانة الأمريكي، ممثل الولايات المتحدة، والسيناتور الأمريكي من مين ويليام بيت فيسيندين (1824)
- الرئيس الأمريكي فرانكلين بيرس (1824)
- الشاعر هنري وادزورث لونجفيلو (1825)
- الروائي ناثانيل هوثورن (1825)
- التبشيري الطبي إلى باتيكوتا مدرسة ناثان وارد
- الحرب الأهلية العامة جوشوا لورانس تشامبرلين (1852)
- الحرب الأهلية العامة أوليفر أوتيس هوارد (1850)
- رئيس قضاة المحكمة العليا في الولايات المتحدة، ميلفيل فولر (1853)
- رئيس مجلس النواب الأمريكي توماس براكيت ريد (1860)
- مؤسس مايو كلينك الدكتور أوغسطس ستينشفيلد (1868)
- عالم الفيزياء إدوين هول (1875)
- فريلان أوسكار ستانلي، مخترع ستيمر ستانلي، وباني فندق ستانلي
- مستكشف القطب الشمالي الأميرال روبرت بيري (1877)
- مالك منجم ذهب، رجل أعمال، مستثمر ومحسن، السير هاري أوكس (1896)
- باحث الجنس الفريد كينزي (1916)
- مبدع ريتشارد اتش هورنبيرجر، M * A * S * H 1945م
- مؤسس مشارك لسلسلة ساندويتش صب واي بيتر باك (1952)
- سفير الولايات المتحدة لدى الأمم المتحدة توماس ر. بيكرينغ (1953)
- السناتور الأمريكي جورج ميتشل (1954)
- رئيس ورئيس مجلس إدارة إل إل بين، ليون جورمان (1956).
- السناتور الأمريكي ووزير الدفاع ويليام كوهين (1962)
- الرئيس التنفيذي لشركة أمريكان إكسبريس كينيث شينولت (1973)
- الكاتب والصحفي رينكر باك (1973)
- عمدة سان فرانسيسكو إد لي (1974)
- مؤسس أوكتري كابيتال مانجمنت وشريكها شيلدون م. ستون (1974) [12]
- المدير الإداري الأول لمجموعة بلاكستون جون ستودزينسكي (1978)
- جوان بينوا صامويلسون الحائزة على الميدالية الذهبية الأولمبية (1979)
- مؤسس ومدير شركة نتفليكس ريد هاشتينقز (1983)
- الروائي الحائز على جائزة بوليتزر أنتوني دوير (1995)
- المستثمر ستانلي دراكن ميلر
- الرئيس التنفيذي لباركليز جيس ستالي
- ناشط الحقوق المدنية ديراي مكيسون (2007)
- الأولاد ليلة الجمعة عازف الجيتار روبي رايدر (2007)

## رؤساء جامعة بودوين
1. جوسيف مكين (1802-1807)
2. جيسي أبليتون (1809-1919)
3. ويليام ألين (1820-1839)
4. ليونارد وودز (1839-1866)
5. صموئيل هاريس (1867-1871)
6. جوشوا تشامبرلين (1871-1883)
7. وليام ديويت هايد (1885-1917)
8. كينيث سي إم سيلز (1918–1952)
9. جيمس س. كولز (1952-1967)
10. روجر هويل جونيور (1969-1978)
11. ويلارد ف. إنتيمان (1978-1980)
12. ( 1981–90 )إي ليروي جريسون
13. روبرت هازارد إدواردز (1990-2000)
14. باري ميلز (2001-2015)

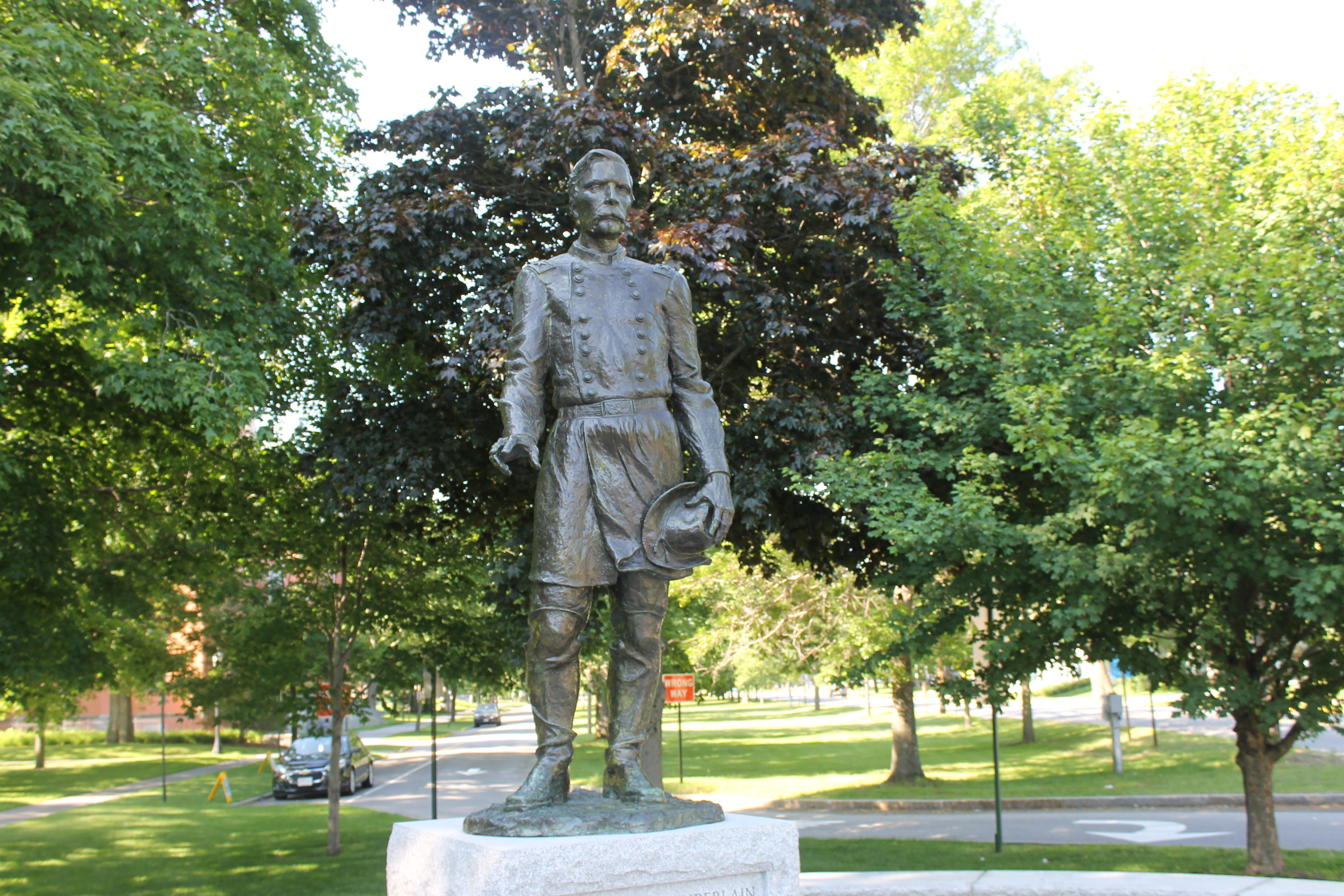
تمثال جوشوا لامبرلين بالقرب من مدخل كلية بودوين

15. كلايتون روز (2015 إلى الوقت الحاضر)

## روابط خارجية
- الموقع الرسمي
- الموقع الرسمي لألعاب القوى